# Leucanopsis affinis
Leucanopsis affinis är en fjärilsart som beskrevs av Rothschild 1909. Leucanopsis affinis ingår i släktet Leucanopsis och familjen björnspinnare. Inga underarter finns listade i Catalogue of Life.